# فيكتور برنات
فيكتور برنات (بالإسبانية: Víctor Bernat)‏ هو لاعب كرة قدم إسباني، ولد في 17 مايو 1987 في برشلونة في إسبانيا. لعب مع Andorra CF ‏.

## وصلات خارجية
- فيكتور برنات على موقع الاتحاد الأوربي (الإنجليزية)
- فيكتور برنات على موقع قاعدة بيانات كرة القدم.إي يو (الإنجليزية)
- فيكتور برنات على موقع ناشيونال فوتبول تيمز (الإنجليزية)
- فيكتور برنات على موقع Soccerbase.com (لاعب) (الإنجليزية)
- فيكتور برنات على موقع Soccerway.com (الإنجليزية)
- فيكتور برنات على موقع عالم كرة القدم.نت (الإنجليزية)